# Гущин, Фёдор Лаврентьевич
Фёдор Лаврентьевич Гущин (17 января 1925 — 9 апреля 1991) — командир отделения 321-го стрелкового полка 15-й стрелковой дивизии 61-й армии Центрального фронта, Герой Советского Союза.

## Биография
Родился 17 января 1925 года в селе Старая Студёновка Сердобского района Пензенской области в семье крестьянина. Русский. Член КПСС с 1956 года. В 1937 году переехал с матерью в город Дзержинск Горьковской (ныне Нижегородской области). Продолжил учёбу в школе, в 1939 году поступил на завод слесарем.
17 января 1943 года Дзержинским горвоенкоматом Горьковской области призван в Красную Армию. Учился в школе младших командиров. На фронте — с июля 1943 года. Участвовал в боях на Курской дуге, освобождал Украину и Белоруссию.
Отличился 2 октября 1943 года при форсировании реки Днепр у села Новосёлки Репкинского района Черниговской области. Бойцы его отделения на подручных средствах первыми успешно переправились через Днепр и выбили противника из первой траншеи. Командир был тяжело ранен, но не оставил поля боя. Когда гитлеровцы пытались обойти подразделение с фланга, он первым поднялся в атаку и увлёк за собой боевых товарищей. Получив приказ командира отправиться на медицинский пункт, Гущин собрал всех раненых, посадил их в лодку и переправил на левый берег Днепра.
Указом Президиума Верховного Совета СССР «О присвоении звания Героя Советского Союза генералам, офицерскому, сержантскому и рядовому составу Красной Армии» от 15 января 1944 года за «образцовое выполнение боевых заданий командования по форсированию реки Днепр и проявленные при этом мужество и героизм» красноармейцу Гущину Фёдору Лаврентьевичу присвоено звание Героя Советского Союза с вручением ордена Ленина и медали «Золотая Звезда» (№ 3975).
После того памятного боя на Днепре полгода находился в госпитале, а после выздоровления поступил в Горьковское танковое училище, но ввиду болезни в ноябре 1945 года он был уволен в запас.
В 1950 году Герой форсирования Днепра окончил Горьковский автотранспортный техникум. Ему было присвоено звание младшего лейтенанта запаса. Два года он работал в Ветлужском леспромхозе. С 1952 года жил и работал в городе Дзержинске.
Умер 9 апреля 1991 года. Похоронен в Дзержинске.
Награждён орденом Ленина, орденом Отечественной войны 1-й степени, медалями.
Память
В городе Сердобск на Аллее Героев установлен бюст.